# Grote Prijs van Montréal
De Grote Prijs van Montréal (Grand Prix Cycliste de Montréal) is een eendagswielerwedstrijd in Montréal, Canada, op de tweede of derde zondag van september. De eerste editie werd in 2010 gehouden. De wedstrijd is een van de World Tour wedstrijden in Canada, samen met de Grote Prijs van Quebec die twee dagen voor de Grote Prijs van Montréal verreden wordt. Sinds 2011 maken zij deel uit van de UCI World Tour.
De wedstrijd wordt verreden op het Île de Montréal. Het stadscircuit gaat grotendeels door het park op de heuvel waaraan de stad Montréal zijn naam ontleent, het Parc du Mont Royal. De aankomst ligt op de Avenue du Parc langs het Plateau du Mont Royal. In 2019 bestond de wedstrijd uit 18 ronden op een parcours van 12,2 kilometer lengte, met in elke ronde 283 hoogtemeters.

## Lijst van winnaars

### Meervoudige winnaars
| Overwinningen | Renner            | Land     | Jaren      |
| ------------- | ----------------- | -------- | ---------- |
| 2             | Greg Van Avermaet | België   | 2016, 2019 |
| 2             | Tadej Pogačar     | Slovenië | 2022, 2024 |

### Overwinningen per land
| Overwinningen | Land                                                                   |
| ------------- | ---------------------------------------------------------------------- |
| 3             | België                                                                 |
| 2             | Australië, Slovenië                                                    |
| 1             | Italië, Nederland, Noorwegen, Portugal, Slowakije, Verenigd Koninkrijk |

### Winnaars van deGP Québecen GP Montréal
Robert Gesink
Québec: 2013, Montréal: 2010
 Simon Gerrans
Québec: 2012 en 2014, Montréal: 2014
 Peter Sagan
Québec: 2016 en 2017, Montréal: 2013
 Michael Matthews
Québec: 2018, 2019 en 2024, Montréal: 2018
2010 · 2011 · 2012 · 2013 · 2014 · 2015 · 2016 · 2017 · 2018 · 2019 · 2020-2021 · 2022 · 2023 · 2024
2011 · 2012 · 2013 · 2014 · 2015 · 2016 · 2017 · 2018 · 2019 · 2020 · 2021 · 2022 · 2023 · 2024 · 2025
Tour Down Under · Great Ocean Road Race · Ronde van de Verenigde Arabische Emiraten · Omloop Het Nieuwsblad · Strade Bianche · Parijs-Nice · Tirreno-Adriatico · Milaan-San Remo · Ronde van Catalonië · Driedaagse Brugge-De Panne · E3 Harelbeke · Gent-Wevelgem · Dwars door Vlaanderen · Ronde van Vlaanderen · Ronde van het Baskenland · Parijs-Roubaix · Amstel Gold Race · Waalse Pijl · Luik-Bastenaken-Luik · Ronde van Romandië · Eschborn-Frankfurt · Ronde van Italië · Critérium du Dauphiné · Ronde van Zwitserland · Copenhagen Sprint · Ronde van Frankrijk · Clásica San Sebastián · Ronde van Polen · BEMER Cyclassics · Renewi Tour · Ronde van Spanje · Bretagne Classic · GP van Québec · GP van Montréal · Ronde van Lombardije · Ronde van Guangxi